# Eusynthemis ursa
Eusynthemis ursa är en trollsländeart som beskrevs av Günther Theischinger 1999. Eusynthemis ursa ingår i släktet Eusynthemis och familjen skimmertrollsländor. Inga underarter finns listade i Catalogue of Life.